# Технологическое множество
Технологическое множество — понятие, используемое в микроэкономике, формализующее множество всех технологически допустимых векторов чистых выпусков продукции.

## Определение
Пусть в экономике имеется {\displaystyle N} благ. В процессе производства из них {\displaystyle n} благ расходуются. Обозначим вектор этих благ (затрат) {\displaystyle x} (размерность вектора {\displaystyle n}). Другие {\displaystyle m=N-n} благ выпускаются в процессе производства (размерность вектора — {\displaystyle m}). Обозначим вектор этих благ {\displaystyle y}. Тогда вектор {\displaystyle z=(-x,y)} (размерность — {\displaystyle N}) называется вектором чистых выпусков. Совокупность всех технологически допустимых векторов чистых выпусков и составляют технологическое множество. Фактически это некоторое подмножество пространства {\displaystyle R^{N}}.

## Свойства
- Непустота: технологическое множество не пусто. Непустота означает принципиальную возможность производства.
- Допустимость бездеятельности: нулевой вектор принадлежит технологическому множеству. Это формальное свойство означает, что нулевой выпуск при нулевых затратах является допустимым.
- Замкнутость: технологическое множество содержит свою границу и предел любой последовательности технологически допустимых векторов чистых выпусков тоже принадлежит технологическому множеству.
- Свобода расходования: если данный вектор {\displaystyle z} принадлежит технологическому множеству, то ему принадлежит и любой вектор {\displaystyle z'\leqslant z}. Это означает, что формально тот же объем выпуска можно производить и большими затратами.
- Отсутствие «рога изобилия»: из неотрицательных векторов чистого выпуска технологическому множеству принадлежит только нулевой вектор. Это означает, что для производства продукции в положительном количестве необходимы ненулевые затраты.
- Необратимость: для любого допустимого вектора {\displaystyle z}, противоположный вектор {\displaystyle -z} не принадлежит технологическому множеству. То есть из выпущенной продукции невозможно произвести ресурсы в том же количестве, в котором они используются для производства этой продукции.
- Аддитивность : сумма двух допустимых векторов также является допустимым вектором. То есть допускается комбинирование технологий.
- Свойства, связанные с отдачей от масштаба производства:
  - Невозрастающая отдача от масштаба: для любого {\displaystyle \lambda \in (0;1)} если z принадлежит технологическому множеству, то {\displaystyle \lambda z} также принадлежит технологическому множеству.
  - Неубывающая отдача от масштаба: для любого {\displaystyle \lambda >1} если z принадлежит технологическому множеству, то {\displaystyle \lambda z} также принадлежит технологическому множеству.
  - Постоянная отдача от масштаба: одновременное выполнение двух предыдущих свойств, то есть для любого положительного {\displaystyle \lambda } если {\displaystyle z} принадлежит технологическому множеству, то {\displaystyle \lambda z} также принадлежит технологическому множеству. Свойство постоянной отдачи означает, что технологическое множество является конусом.

8. Выпуклость: для любых двух допустимых векторов {\displaystyle z_{1},z_{2}} допустимыми являются также любые векторы {\displaystyle \alpha z_{1}+(1-\alpha )z_{2}}, где {\displaystyle 0<\alpha \leqslant 1}. Свойство выпуклости означает возможность «смешивать» технологии. Оно, в частности, выполнено, если технологическое множество обладает свойством аддитивности и невозрастающей отдачи от масштаба. Более того, в этому случае технологическое множество является выпуклым конусом.

## Эффективная граница технологического множества
Допустимую технологию {\displaystyle z} называют эффективной, если не существует другой, отличной от неё, допустимой технологии {\displaystyle z'\geqslant z}. Множество эффективных технологий образуют эффективную границу технологического множества.
Если выполнено условие свободы расходования и замкнутости технологического множества, то невозможно бесконечно увеличивать производство одного блага без уменьшения выпуска других. В этом случае для любой допустимой технологии {\displaystyle z} есть эффективная технология {\displaystyle z'\geqslant z}. В таком случае, вместо всего технологического множества можно использовать только его эффективную границу. Обычно эффективную границу можно задать некоторой производственной функцией.

## Производственная функция
Рассмотрим однопродуктовые технологии {\displaystyle (-x,y)}, где {\displaystyle y} — вектор размерности {\displaystyle m=1}, а {\displaystyle x} — вектор затрат размерности {\displaystyle n}. Рассмотрим множество {\displaystyle X}, включающее в себя все возможные векторы затрат {\displaystyle x}, таких, что для каждого {\displaystyle x} существует {\displaystyle y}, такой что векторы чистых выпусков {\displaystyle (-x,y)} принадлежат к технологическому множеству.
Числовая функция {\displaystyle f(x)} на {\displaystyle X} называется производственной функцией, если для каждого данного вектора затрат {\displaystyle x} значение {\displaystyle f(x)} определяет максимальное значение допустимого выпуска {\displaystyle y} (такого, что вектор чистого выпуска (-x, y) принадлежит технологическому множеству).
Любая точка эффективной границы технологического множества представима в виде {\displaystyle (-x,f(x))}, а обратное верно в том случае, если {\displaystyle f(x)} является возрастающей функцией (в таком случае {\displaystyle y=f(x)} — уравнение эффективной границы). Если технологическое множество обладает свойством свободы расходования и допускает описание производственной функцией, то технологическое множество определяется на основе неравенства {\displaystyle y\leqslant f(x)}.
Для того, чтобы технологическое множество можно было бы задавать с помощью производственной функции достаточно, чтобы для любого {\displaystyle x} множество {\displaystyle F(x)} допустимых выпусков при данных затратах {\displaystyle x}, являлось ограниченным и замкнутым. В частности, это условие выполнено, если для технологического множества выполнены свойства замкнутости, невозрастающей отдачи от масштаба и отсутствия рога изобилия.
Если технологическое множество выпукло, то производственная функция вогнута и непрерывна на внутренности множества {\displaystyle X}. Если выполнено условие свободы расходования, то {\displaystyle f(x)} является неубывающей функцией (в этом случае также из вогнутости функции следует выпуклость технологического множества). Наконец, если выполнены одновременно и условие отсутствия рога изобилия и допустимость бездеятельности, то {\displaystyle f(0)=0}.
Если производственная функция является дифференцируемой, то можно определить локальную эластичность масштаба следующими эквивалентными способами:
{\displaystyle e(x)={\frac {df(\lambda x)}{d\lambda }}\cdot {\frac {\lambda }{f(x)}}|_{\lambda =1}={\frac {f'(x)x}{f(x)}}}
где {\displaystyle f'(x)} — вектор-градиент производственной функции.
Определив таким образом эластичность масштаба можно показать, что если технологическое множество обладает свойством постоянной отдачи от масштаба, то {\displaystyle e(x)=1}, если убывающей отдачи от масштаба, то {\displaystyle e(x)\leqslant 1}, если возрастающей отдачи, то {\displaystyle e(x)\geqslant 1}.

## Задача производителя
Если задан вектор цен {\displaystyle p}, то произведение {\displaystyle pz} представляет собой прибыль производителя. Задача производителя сводится к поиску такого вектора {\displaystyle z}, чтобы при заданном векторе цен прибыль была максимальна. Множество цен благ, при которых эта задача имеет решение, обозначим {\displaystyle P}. Можно показать, что при непустом, замкнутом технологическом множестве с невозрастающей отдачей от масштаба задача производителя имеет решение на множестве цен {\displaystyle P}, дающих отрицательную прибыль на так называемых рецессивных направлениях (это векторы {\displaystyle z} технологического множества, для которых при любом неотрицательном {\displaystyle \lambda } векторы {\displaystyle \lambda z} также принадлежат технологическому множеству). В частности, если множество рецессивных направлений совпадает с {\displaystyle R_{-}^{N}}, то решение существует при любых положительных ценах.
Функция прибыли {\displaystyle \pi (p)} определяется как {\displaystyle pz(p)}, где {\displaystyle z(p)} — решение задачи производителя при данных ценах (это так называемая функция предложения, возможно многозначная). Функция прибыли является положительно однородной (первой степени), то есть {\displaystyle \pi (\lambda p)=\lambda \pi (p)} и непрерывной на внутренности {\displaystyle P}. Если технологическое множество строго выпукло, то функция прибыли является к тому же непрерывно дифференцируемой. Если технологическое множество замкнуто, то функция прибыли выпукла на любом выпуклом подмножестве допустимых цен {\displaystyle P}.
Функция (отображение) предложения {\displaystyle z(p)} является положительно однородной нулевой степени. Если технологическое множество строго выпукло, то функция предложения является однозначной на P и непрерывной на внутренности {\displaystyle P}. Если функция предложения дважды дифференцируема, то матрица Якоби этой функции симметрична и неотрицательно определена.
Если технологическое множество представлено посредством производственной функции, то прибыль определяется как {\displaystyle pf(x)-wx}, где {\displaystyle w} — вектор цен на факторы производства, {\displaystyle p} в данном случае цена выпускаемой продукции. Тогда для любого внутреннего решения (то есть принадлежащего внутренности {\displaystyle X}) задачи производителя справедливо равенство предельного продукта каждого фактора его относительной цене, то есть в векторной форме {\displaystyle f'(x)=w/p}.
Если задана функция прибыли {\displaystyle \pi (p)}, являющаяся дважды непрерывно дифференцируемой, выпуклой и положительно однородной (первой степени) функцией, то можно восстановить технологическое множество, как множество, содержащее при любом неотрицательном векторе цен {\displaystyle p} векторы чистых выпусков {\displaystyle z}, удовлетворяющих неравенству {\displaystyle pz\leqslant \pi (p)}. Можно также показать, что если функция предложения является положительно однородной нулевой степени и матрица её первых производных непрерывна, симметрична и неотрицательно определена, то соответствующая функция прибыли удовлетворяет вышеуказанным требованиям (верно также и обратное утверждение).